# Marco Rébilo Aproniano
Marco Rébilo Aproniano (em latim: Marcus Rebilus Apronianus) foi um senador romano eleito cônsul em 117 com Quinto Aquílio Níger.

## Bibliografía
- Prosopographia Imperii Romani1 R-24.
- Nagl, "M. Rebilus Apronianus 2)", RE, vol. R-01-I-A1, Stuttgart, 1914, col. 353-354.